# Takaaki Nakagami
Takaaki Nakagami (Japans: 中上 貴晶, Nakagami Takaaki) (Chiba, 9 februari 1992) is een Japans motorcoureur.

## Carrière
Nakagami begon zijn motorsportcarrière in 2005 in de GP125-klasse van het Japanese Road Race Championship op een Honda en werd dertiende in zijn eerste seizoen. Het jaar daarop bleef hij in het kampioenschap en won alle races, waarmee hij de jongste kampioen ooit was in deze klasse. Dat jaar ging hij ook rijden in de MotoGP Academy, die hem de kans gaf om te rijden in de CEV 125GP, waarin hij twaalfde werd met een vijfde plaats op het Circuito Permanente de Jerez als beste resultaat. In 2007 bleef hij hier rijden en verbeterde zichzelf naar de zesde plaats, met een derde plaats op het Circuit Ricardo Tormo Valencia als beste klassering. Aan het eind van dat seizoen maakte hij zijn debuut in de 125cc-klasse van het wereldkampioenschap wegrace tijdens de Grand Prix van Valencia op een Honda, maar finishte de race niet.
In 2008 maakte Nakagami zijn fulltime debuut in het wereldkampioenschap op een Aprilia. Met een achtste plaats in Groot-Brittannië als beste resultaat werd hij 24e in het kampioenschap met 12 punten. In 2009 verbeterde hij zichzelf naar de zestiende plaats in de eindstand met 43 punten en behaalde opnieuw zijn beste resultaat in Groot-Brittannië met een vijfde plaats.
In 2010 keerde Nakagami terug naar Japan om te rijden in het Japanese ST600 Championship voor Honda en werd achtste in het kampioenschap met één overwinning op het Tsukuba Circuit. In 2011 stapte hij over naar de J-GP2-klasse binnen het kampioenschap voor Honda en won vijf van de zes races van het seizoen. Dat jaar maakte hij ook zijn terugkeer in het wereldkampioenschap, waarbij hij in de Moto2 op een Suter in zijn thuisrace mocht invallen voor de geblesseerde Claudio Corti, maar kon de race niet starten omdat hij zelf ook geblesseerd raakte. Hierdoor kon hij niet deelnemen aan de laatste J-GP2-race, maar werd desondanks toch kampioen.
In 2012 maakte Nakagami zijn fulltime terugkeer in het wereldkampioenschap en reed in de Moto2 op een Kalex. Met een vijfde plaats in Spanje als beste resultaat werd hij vijftiende in de eindstand met 57 punten. In 2013 stond hij in de eerste race in Qatar voor het eerst op het podium. In Frankrijk, Tsjechië en Groot-Brittannië behaalde hij pole positions en hij behaalde vier tweede plaatsen op een rij in Indianapolis, Tsjechië, Groot-Brittannië en San Marino. Uiteindelijk werd hij achtste in het kampioenschap met 149 punten.
In 2014 beleefde Nakagami een moeilijk seizoen, waarin een tiende plek in San Marino zijn beste resultaat was. Hij werd uiteindelijk 22e in de eindstand met 34 punten. In 2015 wist hij in San Marino de weg naar het podium weer terug te vinden met een derde plaats en werd opnieuw achtste in het kampioenschap met 100 punten. In 2016 stond hij op het podium in Catalonië alvorens in de TT Assen zijn eerste overwinning te behalen in het wereldkampioenschap.

## Statistieken

### Grand Prix

#### Per seizoen
| Seizoen | Klasse | Motor   | Team                     | Races | Winst | Podiums | Poles | SR | Ptn  | Pos |
| ------- | ------ | ------- | ------------------------ | ----- | ----- | ------- | ----- | -- | ---- | --- |
| 2007    | 125cc  | Honda   | Red Bull MotoGP Academy  | 1     | 0     | 0       | 0     | 0  | 0    | NC  |
| 2008    | 125cc  | Aprilia | I.C. Team                | 17    | 0     | 0       | 0     | 0  | 12   | 24e |
| 2009    | 125cc  | Aprilia | Ongetta Team I.S.P.A.    | 16    | 0     | 0       | 0     | 0  | 43   | 16e |
| 2011    | Moto2  | Suter   | Italtrans Racing Team    | 0     | 0     | 0       | 0     | 0  | 0    | NC  |
| 2012    | Moto2  | Kalex   | Italtrans Racing Team    | 17    | 0     | 0       | 0     | 0  | 57   | 15e |
| 2013    | Moto2  | Kalex   | Italtrans Racing Team    | 16    | 0     | 5       | 3     | 0  | 149  | 8e  |
| 2014    | Moto2  | Kalex   | Idemitsu Honda Team Asia | 18    | 0     | 0       | 0     | 0  | 34   | 22e |
| 2015    | Moto2  | Kalex   | Idemitsu Honda Team Asia | 18    | 0     | 1       | 0     | 0  | 100  | 8e  |
| 2016    | Moto2  | Kalex   | Idemitsu Honda Team Asia | 18    | 1     | 4       | 1     | 1  | 169  | 6e  |
| 2017    | Moto2  | Kalex   | Idemitsu Honda Team Asia | 17    | 1     | 4       | 1     | 0  | 137  | 7e  |
| 2018    | MotoGP | Honda   | LCR Honda Idemitsu       | 18    | 0     | 0       | 0     | 0  | 33   | 20e |
| 2019    | MotoGP | Honda   | LCR Honda Idemitsu       | 16    | 0     | 0       | 0     | 0  | 74   | 13e |
| 2020    | MotoGP | Honda   | LCR Honda Idemitsu       | 14    | 0     | 0       | 1     | 0  | 116  | 10e |
| 2021    | MotoGP | Honda   | LCR Honda Idemitsu       | 18    | 0     | 0       | 0     | 0  | 76   | 15e |
| 2022    | MotoGP | Honda   | LCR Honda Idemitsu       | 17    | 0     | 0       | 0     | 0  | 48   | 18e |
| 2023    | MotoGP | Honda   | LCR Honda Idemitsu       | 20    | 0     | 0       | 0     | 0  | 56   | 18e |
| 2024    | MotoGP | Honda   | Idemitsu Honda LCR       | 20    | 0     | 0       | 0     | 0  | 31   | 19e |
| 2025*   | MotoGP | Honda   | Honda HRC Test Team      | 1     | 0     | 0       | 0     | 0  | 10   | 20e |
| 2025*   | MotoGP | Honda   | Honda HRC Castrol        | 1     | 0     | 0       | 0     | 0  | 0    | 20e |
| Totaal  | Totaal | Totaal  | Totaal                   | 264   | 2     | 14      | 6     | 1  | 1145 |     |

#### Per klasse
| Klasse | Seizoenen             | 1e GP                 | 1e podium             | 1e winst              | Races | Winst | Podiums | Poles | SR | Ptn  | Kampioen |
| ------ | --------------------- | --------------------- | --------------------- | --------------------- | ----- | ----- | ------- | ----- | -- | ---- | -------- |
| 125cc  | 2007-2009             | Valencia 2007         |                       |                       | 34    | 0     | 0       | 0     | 0  | 55   | 0        |
| Moto2  | 2011-2017             | Japan 2011            | Qatar 2013            | Nederland 2016        | 105   | 2     | 14      | 5     | 1  | 646  | 0        |
| MotoGP | 2018-heden            | Qatar 2018            |                       |                       | 125   | 0     | 0       | 1     | 0  | 444  | 0        |
| Totaal | 2007-2009, 2011-heden | 2007-2009, 2011-heden | 2007-2009, 2011-heden | 2007-2009, 2011-heden | 264   | 2     | 14      | 6     | 1  | 1145 | 0        |

#### Races per jaar
(vetgedrukt betekent pole positie; cursief betekent snelste ronde)
| Jaar | Klasse | Motor   | 1       | 2       | 3       | 4       | 5       | 6       | 7       | 8       | 9       | 10      | 11      | 12      | 13      | 14      | 15      | 16      | 17      | 18      | 19      | 20     | 21  | 22  | Pos | Ptn |
| ---- | ------ | ------- | ------- | ------- | ------- | ------- | ------- | ------- | ------- | ------- | ------- | ------- | ------- | ------- | ------- | ------- | ------- | ------- | ------- | ------- | ------- | ------ | --- | --- | --- | --- |
| 2007 | 125cc  | Honda   | QAT     | SPA     | TUR     | CHI     | FRA     | ITA     | CAT     | GBR     | NED     | DUI     | TSJ     | SMR     | POR     | JPN     | AUS     | MAL     | VAL DNF |         |         |        |     |     | NC  | 0   |
| 2008 | 125cc  | Aprilia | QAT 19  | SPA 15  | POR 19  | CHI DNF | FRA 16  | ITA 16  | CAT 22  | GBR 8   | NED DNF | DUI 18  | TSJ DNF | SMR 19  | INP DNF | JPN 13  | AUS DNF | MAL DNF | VAL 16  |         |         |        |     |     | 24  | 12  |
| 2009 | 125cc  | Aprilia | QAT 20  | JPN 20  | SPA 16  | FRA 5   | ITA 15  | CAT 15  | NED 17  | DUI DNF | GBR 5   | TSJ 19  | INP 9   | SMR 20  | POR 11  | AUS 18  | MAL 11  | VAL 14  |         |         |         |        |     |     | 16  | 43  |
| 2011 | Moto2  | Suter   | QAT     | SPA     | POR     | FRA     | CAT     | GBR     | NED     | ITA     | DUI     | TSJ     | INP     | SMR     | ARA     | JPN DNS | AUS     | MAL     | VAL     |         |         |        |     |     | NC  | 0   |
| 2012 | Moto2  | Kalex   | QAT 14  | SPA 5   | POR 18  | FRA DNF | CAT 6   | GBR 19  | NED 12  | DUI 19  | ITA 7   | INP 16  | TSJ 17  | SMR 11  | ARA 29  | JPN 7   | MAL DNF | AUS 9   | VAL DNF |         |         |        |     |     | 15  | 57  |
| 2013 | Moto2  | Kalex   | QAT 3   | AME DNF | SPA 4   | FRA DNF | ITA DNF | CAT 5   | NED DNS | DUI 10  | INP 2   | TSJ 2   | GBR 2   | SMR 2   | ARA 11  | MAL 8   | AUS 22  | JPN 9   | VAL 13  |         |         |        |     |     | 8   | 149 |
| 2014 | Moto2  | Kalex   | QAT DSQ | AME 11  | ARG 15  | SPA DNF | FRA 16  | ITA 16  | CAT 13  | NED 14  | DUI 21  | INP 11  | TSJ 19  | GBR 15  | SMR 10  | ARA 15  | JPN 13  | AUS 11  | MAL DNF | VAL 14  |         |        |     |     | 22  | 34  |
| 2015 | Moto2  | Kalex   | QAT 14  | AME 10  | ARG 20  | SPA 17  | FRA 7   | ITA 13  | CAT 20  | NED 13  | DUI 7   | INP 9   | TSJ 12  | GBR 14  | SMR 3   | ARA 8   | JPN 22  | AUS 4   | MAL 4   | VAL 11  |         |        |     |     | 8   | 100 |
| 2016 | Moto2  | Kalex   | QAT 14  | ARG 9   | AME 15  | SPA 7   | FRA 5   | ITA 9   | CAT 3   | NED 1   | DUI 11  | OOS 7   | TSJ DNF | GBR 3   | SMR 3   | ARA 5   | JPN 4   | AUS 5   | MAL 21  | VAL 6   |         |        |     |     | 6   | 169 |
| 2017 | Moto2  | Kalex   | QAT 3   | ARG DNF | AME 3   | SPA 21  | FRA 7   | ITA DNF | CAT 10  | NED 3   | DUI 10  | TSJ 24  | OOS 6   | GBR 1   | SMR 10  | ARA 8   | JPN 6   | AUS DNF | MAL DNF | VAL 7   |         |        |     |     | 7   | 137 |
| 2018 | MotoGP | Honda   | QAT 17  | ARG 13  | AME 14  | SPA 12  | FRA 15  | ITA 18  | CAT DNF | NED 19  | DUI DNF | TSJ 17  | OOS 15  | GBR C   | SMR 13  | ARA 12  | THA 22  | JPN 15  | AUS 14  | MAL 14  | VAL 6   |        |     |     | 20  | 33  |
| 2019 | MotoGP | Honda   | QAT 9   | ARG 7   | AME 10  | SPA 9   | FRA DNF | ITA 5   | CAT 8   | NED DNF | DUI 14  | TSJ 9   | OOS 11  | GBR 17  | SMR 18  | ARA 10  | THA 10  | JPN 16  | AUS     | MAL     | VAL     |        |     |     | 13  | 74  |
| 2020 | MotoGP | Honda   | SPA 10  | AND 4   | TSJ 8   | OOS 6   | STI 7   | SMR 9   | EMI 6   | CAT 7   | FRA 7   | ARA 5   | TER DNF | EUR 4   | VAL DNF | POR 5   |         |         |         |         |         |        |     |     | 10  | 116 |
| 2021 | MotoGP | Honda   | QAT DNF | DOH 17  | POR 10  | SPA 4   | FRA 7   | ITA DNF | CAT 13  | DUI 13  | NED 9   | STI 5   | OOS 13  | GBR 13  | ARA 10  | SMR 10  | AME 17  | EMI 15  | ALG 11  | VAL DNF |         |        |     |     | 15  | 76  |
| 2022 | MotoGP | Honda   | QAT 10  | INA 19  | ARG 12  | AME 14  | POR 16  | SPA 7   | FRA 7   | ITA 8   | CAT DNF | DUI DNF | NED 12  | GBR 13  | OOS DNF | SMR 15  | ARA DNF | JPN 20  | THA     | AUS     | MAL     | VAL 14 |     |     | 18  | 48  |
| 2023 | MotoGP | Honda   | POR 12  | ARG 13  | AME DNF | SPA 9   | FRA 9   | ITA 13  | DUI 14  | NED 8   | GBR 16  | OOS 18  | CAT 15  | SMR 19  | IND 11  | JPN 11  | INA 11  | AUS 19  | THA 14  | MAL 18  | QAT 19  | VAL 12 |     |     | 18  | 56  |
| 2024 | MotoGP | Honda   | QAT 19  | POR 14  | AME DNF | SPA 14  | FRA 14  | CAT 14  | ITA DNF | NED 16  | DUI 14  | GBR 15  | OOS 14  | ARA 11  | SMR 13  | EMI 17  | INA 12  | JPN 13  | AUS 18  | THA 13  | MAL DNF | SOL 17 |     |     | 19  | 31  |
| 2025 | MotoGP | Honda   | THA     | ARG     | AME     | QAT     | SPA     | FRA 6   | GBR     | ARA     | ITA 16  | NED     | DUI     | TSJ DNS | OOS     | HON     | CAT     | SMR     | JPN     | INA     | AUS     | MAL    | POR | VAL | 20* | 10* |

* Seizoen nog bezig.